# Panice
Panice (detta anche Panice Soprana e Panice superiore) è una frazione del comune di Limone Piemonte da cui dista 7 km.

## Caratteristiche
La frazione conta solo poche decine di abitanti, ma durante la stagione estiva (e in misura più lieve anche durante quella invernale grazie alla presenza di vicine stazioni sciistiche) la popolazione aumenta in maniera considerevole. La collega al capoluogo la Strada statale 20 con il transito presso la piccola frazione di Panice Sottana. La zona è servita dagli impianti di risalita del comprensorio Riserva Bianca.
La frazione comprende una cappella dedicata a San Pancrazio martire. Una chiesa dedicata al santo si trovava in origine presso il centro di Limone ma nel 1726 venne demolita e ricostruita a Panice; la festa patronale si celebra il due maggio.

### Panice Sottana
A breve distanza da Panice Soprana, in direzione del capoluogo di Limone e a valle dell'imbocco del traforo, si trova l'abitato di Panice Sottana. Anche questo centro ospita pochi residenti permanenti ed è principalmente vocato al turismo. In particolare a Panice Sottana si trova un centro per lo sci di fondo ed una pista permanente dedicata a questo sport

## Storia
Storicamente la frazione è legata al Colle di Tenda, essendo situata a breve distanza dal valico sul versante padano. Un primo tentativo di costruire un tunnel con l'imbocco in località Panice che permettesse di evitare la salita al colle risale al 1612. Il tunnel di Tenda, che sbocca in Italia poco al di sotto della frazione, era detto a metà dell'Ottocento traforo della Panice. Nella prima metà del XX secolo da Panice Soprana partiva una teleferica realizzata per collegare in modo rapido il paese con le installazioni militari nei pressi del valico. Oltre a baraccamenti per i militari alla Panice erano presenti infatti depositi di materiali esplosivi.
All'inizio Novecento, prima della meccanizzazione degli impianti di risalita, l'itinerario di una gara sciistica transitava presso il ricovero militare situato nella frazione. Cessata la propria funzione strategica la borgata nel secondo dopoguerra ha assunto una funzione quasi esclusivamente legata al turismo.